# Чемпионат мира по пицце
World Pizza Championship (с англ. — «Чемпионат мира по пицце», «Чемпионат мира по приготовлению пиццы») — это ежегодный кулинарный конкурс, посвящённый пицце. Впервые проведён в 1991 году. Организаторы конкурса — журналы Pizza e Pasta Italiana и PizzaNew. В 2008 году в чемпионате участвовали повара из 20 стран. Пиццу оценивают судьи, при оценке учитываются процесс приготовления и выпечки пиццы, её вкус и подача. На мероприятии проводится чемпионат по скоростному приготовлению пиццы, соревнования по «пицца-акробатике» и по количеству приготовленного теста для пиццы. World Pizza Championship проводится в Сальсомаджоре-Терме, в Италии. В некоторых других городах (например, в Париже и Неаполе) есть другие кулинарные мероприятия, посвященные пицце.
На чемпионате присутствует мисс Италия. Как правило, в World Pizza Championship участвуют около 6500 компаний. Победители турнира попадают в Зал Славы и иногда приглашаются в следующем году для судейства. Также кафе-победитель получает 10 000 долларов.
Предусмотрены различные номинации: например, «лучшая вегетарианская пицца», «лучшая мясная пицца». В конце конкурса отбирается самая лучшая пицца. Победившие компании могут использовать свой успех для рекламы. Владельцу такого кафе достаётся табличка, которую он может разместить в заведении.
Тони Джеминьяни — один из многократных победителей чемпионата.